# Delphinium reverdattoanum
Delphinium reverdattoanum là một loài thực vật có hoa trong họ Mao lương. Loài này được Polozhij & Revjakina mô tả khoa học đầu tiên năm 1978.